# M. W. Savage Factories Company
M. W. Savage Factories Company war ein US-amerikanisches Unternehmen.

## Unternehmensgeschichte
Das Unternehmen hatte seinen Sitz in Minneapolis in Minnesota. Angehörige der Familie Savage leiteten es. Die Produktion umfasste Automobile, Motoren, Öfen, Stoppuhren und Nähmaschinen. Automobile entstanden von 1910 bis 1911. Der Markenname lautete Dan Patch, nach einem berühmten Rennpferd. 1911 waren 1500 Fahrzeuge von 18 verschiedenen Modellen geplant, darunter Nutzfahrzeuge, Runabouts, Highwheeler und Tourenwagen. Diese Zahlen wurden verfehlt. Unbestätigten Gerüchten zufolge wurden einige Fahrzeuge auch als Savage vermarktet, möglicherweise noch 1912.
Es ist nicht bekannt, wann das Unternehmen aufgelöst wurde.

## Fahrzeuge
Die Konstruktion der Fahrzeuge stammte von einem anderen Hersteller, möglicherweise von der W. H. McIntyre Company.
Im Angebot standen vier Modelle mit Vierzylinderen.
In der Modellreihe Thirty-Five leistete der Motor 35 PS. Der Radstand betrug 279 cm. Model 70 war ein Tourenwagen und Model 71 ein Roadster.
Die Modellreihe Forty hatte einen 40-PS-Motor. Das Fahrgestell hatte 320 cm Radstand. Model 50 war als fünfsitziger Tourenwagen karosseriert und Model 51 als viersitziger Torpedo.

## Modellübersicht
| Jahr      | Modell      | Ausführung | Zylinder | Leistung (PS) | Radstand (cm) | Aufbau               |
| --------- | ----------- | ---------- | -------- | ------------- | ------------- | -------------------- |
| 1910–1911 | Thirty-Five | Model 70   | 4        | 35            | 279           | Tourenwagen          |
| 1910–1911 | Thirty-Five | Model 71   | 4        | 35            | 279           | Roadster             |
| 1910–1911 | Forty       | Model 50   | 4        | 40            | 320           | Tourenwagen 5-sitzig |
| 1910–1911 | Forty       | Model 51   | 4        | 40            | 320           | Torpedo 4-sitzig     |